# Liste des sites mégalithiques en Estrémadure
Cette liste non exhaustive recense les principaux sites mégalithiques en Estrémadure, en Espagne.

## Cartographie
Localisation des principaux sites mégalithiques en Estrémadure
| : Complexes mégalithiques · : Alignements, henges, cromlechs · : Dolmens, menhirs, tumulus, cairns · |

## Liste
| Site                                  | Type                  | Commune                  | Notes | Coordonnées | Image |
| ------------------------------------- | --------------------- | ------------------------ | --- | --- | ----- |
| Dolmens de Juan Rol (es)              | Dolmen                | Alcántara                | | 39° 39′ 03″ N, 6° 53′ 29″ O |       |
| Dolmens de Maimón                     | Dolmen                | Alcántara                | 2 dolmens | 39° 39′ 36″ N, 6° 52′ 58″ O 39° 39′ 36″ N, 6° 52′ 39″ O |       |
| Menhir du Cabezo (de)                 | Menhir                | Alcántara                | | 39° 45′ 22″ N, 6° 55′ 00″ O |       |
| Dolmen El Garabato                    | Dolmen                | Aldea del Cano           | | 39° 18′ 20″ N, 6° 19′ 57″ O |       |
| Huerta Montero (de)                   | Dolmen                | Almendralejo             | | 38° 41′ 27″ N, 6° 25′ 09″ O |       |
| Dolmens d'El Juncoso                  | Dolmen                | Azuaga                   | 2 dolmens, autre nom dolmens de Conde Galote | 38° 14′ 27″ N, 5° 33′ 00″ O 38° 14′ 25″ N, 5° 33′ 00″ O |       |
| Menhir de la Cardenchosa              | Menhir                | Azuaga                   | | 38° 14′ 17″ N, 5° 33′ 03″ O |       |
| Dolmen Cabezo Terrazo                 | Dolmen                | Barcarrota               | | 38° 31′ 22″ N, 6° 50′ 14″ O |       |
| Dolmen El Milano (de)                 | Dolmen                | Barcarrota               | | 38° 30′ 48″ N, 6° 53′ 55″ O |       |
| Dolmen El Palacio                     | Dolmen                | Barcarrota               | | 38° 32′ 59″ N, 6° 50′ 05″ O |       |
| Dolmen El Tajeño                      | Dolmen                | Barcarrota               | | 38° 30′ 09″ N, 6° 53′ 01″ O |       |
| Dolmen Enmedio                        | Dolmen                | Barcarrota               | | 38° 33′ 02″ N, 6° 50′ 04″ O |       |
| Dolmen Hermosilla                     | Dolmen                | Barcarrota               | | 38° 31′ 34″ N, 6° 50′ 17″ O |       |
| Dolmen de La Lapita (de)              | Dolmen                | Barcarrota               | | 38° 32′ 54″ N, 6° 52′ 49″ O |       |
| Dolmen La Rana                        | Dolmen                | Barcarrota               | | 38° 30′ 37″ N, 6° 55′ 15″ O |       |
| Dolmen Rocamador                      | Dolmen                | Barcarrota               | | 38° 33′ 01″ N, 6° 50′ 06″ O |       |
| Dolmen San Blas                       | Dolmen                | Barcarrota               | | 38° 30′ 20″ N, 6° 54′ 35″ O |       |
| Menhir de la Pitera                   | Menhir                | Barcarrota               | brisé en 2 parties | 38° 30′ 55″ N, 6° 55′ 03″ O |       |
| Dolmen Pibor                          | Dolmen                | Bohonal de Ibor          | | 39° 48′ 19″ N, 5° 32′ 09″ O |       |
| Dolmen de Carmonita (de)              | Dolmen                | Carmonita                | | 39° 09′ 53″ N, 6° 20′ 33″ O |       |
| Dolmen de La Joaninha                 | Dolmen                | Cedillo                  | | 39° 39′ 13″ N, 7° 30′ 52″ O |       |
| Dolmen de La Tierra Caída             | Dolmen                | Cedillo                  | | 39° 38′ 48″ N, 7° 31′ 27″ O |       |
| Dolmen de los Cuatro Lindones         | Dolmen                | Cedillo                  | | |       |
| Dolmen Era de los Guardas             | Dolmen                | Cedillo                  | | |       |
| Dolmen Fuente del Ferrañón            | Dolmen                | Cedillo                  | | |       |
| Dolmen La Charcha Grande              | Dolmen                | Cedillo                  | | |       |
| Dolmen de Magacela (de)               | Dolmen                | Don Benito               | | 38° 54′ 04″ N, 5° 43′ 46″ O |       |
| Dolmen Casa del Monje                 | Dolmen                | Feria                    | | 38° 28′ 33″ N, 6° 33′ 01″ O |       |
| Menhir del Rábano                     | Menhir                | Fuente de Cantos         | autre nom Menhir Palanca del Moro | 38° 12′ 36″ N, 6° 25′ 39″ O |       |
| Dolmens de Guadancil (de)             | Dolmen                | Garrovillas de Alconétar | | immergé dans le lac d'Alcantara 39° 44′ 08″ N, 6° 27′ 06″ O |       |
| Dolmens del Garotte                   | Dolmen                | Garrovillas de Alconétar | 2 dolmens | 39° 43′ 49″ N, 6° 26′ 40″ O 39° 43′ 47″ N, 6° 26′ 35″ O |       |
| Dolmen del Maton                      | Dolmen                | Hernán-Pérez             | | 40° 13′ 19″ N, 6° 29′ 57″ O |       |
| Dolmen de Lamoina                     | Dolmen                | Jaraíz de la Vera        | | 40° 01′ 35″ N, 5° 44′ 10″ O |       |
| Site mégalithique d'El Chanchal       |                       | Jaraíz de la Vera        | dolmen et tombes | 40° 01′ 49″ N, 5° 44′ 56″ O |       |
| Dolmen de Toriñuelo (es)              | Dolmen                | Jerez de los Caballeros  | | 38° 19′ 55″ N, 6° 42′ 50″ O |       |
| Dolmen Arroyo o de la Estación        | Dolmen                | Malpartida de Cáceres    | | 39° 28′ 08″ N, 6° 31′ 30″ O |       |
| Dolmens Hijadillas                    | Dolmen                | Malpartida de Cáceres    | 2 dolmens | 39° 23′ 07″ N, 6° 29′ 18″ O 39° 23′ 25″ N, 6° 29′ 25″ O |       |
| Dolmen del prado de Lácara            | Dolmen                | Mérida                   | | 39° 02′ 59″ N, 6° 25′ 15″ O |       |
| Dolmen de la Gran Encina (de)         | Dolmen                | Montehermoso             | | 40° 05′ 09″ N, 6° 22′ 29″ O |       |
| Dolmen du Tremedal (de)               | Dolmen                | Montehermoso             | | 40° 04′ 53″ N, 6° 22′ 36″ O |       |
| Gran Dolmen (de)                      | Dolmen                | Montehermoso             | | 40° 04′ 59″ N, 6° 22′ 51″ O |       |
| Dolmen de Guadalperal                 | Enceinte mégalithique | Peraleda de la Mata      | | 39° 50′ 09″ N, 5° 24′ 16″ O |       |
| Dolmen de la Cancharra                | Dolmen                | Pinofranqueado           | | 40° 18′ 44″ N, 6° 22′ 39″ O |       |
| Dolmen Cueva del Monje                | Dolmen                | La Roca de la Sierra     | | 39° 07′ 06″ N, 6° 35′ 34″ O |       |
| Dolmen Cueva del Moro                 | Dolmen                | La Roca de la Sierra     | | 39° 06′ 42″ N, 6° 36′ 28″ O |       |
| Dolmens Monteporrino                  | Dolmens               | Salvaleón                | 4 dolmens | 38° 29′ 00″ N, 6° 46′ 47″ O 38° 28′ 15″ N, 6° 45′ 28″ O 38° 28′ 08″ N, 6° 45′ 49″ O |       |
| Menhir Caballeria                     |                       | Salvaleón                | | 38° 28′ 14″ N, 6° 45′ 31″ O |       |
| Dolmens Lagunita                      | Dolmen                | Santiago de Alcántara    | 3 dolmens (dolmen n°2 détruit) | 39° 35′ 03″ N, 7° 14′ 20″ O 39° 34′ 54″ N, 7° 14′ 43″ O |       |
| Dolmen Alcornocón                     | Dolmen                | San Vicente de Alcántara | | 39° 20′ 21″ N, 7° 07′ 05″ O |       |
| Dolmen Torrejón                       | Dolmen                | San Vicente de Alcántara | | 39° 19′ 48″ N, 7° 04′ 16″ O |       |
| Cerro de la Barca (de)                | Dolmen                | Valdecaballeros          | | 39° 12′ 53″ N, 5° 09′ 18″ O |       |
| Dolmens de Valencia de Alcántara (es) | Dolmens               | Valencia de Alcántara    | 43 dolmens : Anta de La Marquesa/El Mellizo La Barca Bordalo El Caballo El Cajiron (2) Changarilla Chaves El Corchero Cuadillas de la Duquesa Data (2) El Fragoso Huerta de las Monjas Huerta Látigo Huerta Nova Lanchas (2) La Miera La Morera El Palencar Palomares Porqueros (3) Salon de los Canchales San Anton Tapada del Anta (2) Tapada del Puerto Tapias (2) Terrias Tiracalzas El Torrejón Valbón (2) Zafra (4) | 39° 23′ 27″ N, 7° 16′ 04″ O 39° 26′ 43″ N, 7° 17′ 36″ O 39° 19′ 36″ N, 7° 12′ 32″ O 39° 19′ 46″ N, 7° 12′ 20″ O 39° 24′ 49″ N, 7° 17′ 25″ O 39° 25′ 38″ N, 7° 18′ 00″ O 39° 20′ 00″ N, 7° 13′ 36″ O 39° 20′ 03″ N, 7° 13′ 36″ O 39° 26′ 22″ N, 7° 18′ 03″ O 39° 23′ 14″ N, 7° 12′ 08″ O 39° 24′ 18″ N, 7° 18′ 08″ O 39° 23′ 35″ N, 7° 11′ 56″ O 39° 25′ 19″ N, 7° 15′ 57″ O 39° 25′ 23″ N, 7° 16′ 04″ O 39° 19′ 47″ N, 7° 13′ 08″ O 39° 23′ 37″ N, 7° 17′ 46″ O 39° 18′ 58″ N, 7° 11′ 22″ O 39° 21′ 09″ N, 7° 15′ 48″ O 39° 23′ 22″ N, 7° 09′ 42″ O 39° 23′ 48″ N, 7° 18′ 00″ O 39° 23′ 42″ N, 7° 14′ 31″ O 39° 24′ 15″ N, 7° 12′ 41″ O 39° 24′ 15″ N, 7° 12′ 35″ O 39° 19′ 48″ N, 7° 04′ 16″ O 39° 23′ 25″ N, 7° 12′ 30″ O 39° 23′ 22″ N, 7° 12′ 36″ O 39° 23′ 25″ N, 7° 12′ 30″ O 39° 24′ 21″ N, 7° 13′ 16″ O 39° 24′ 04″ N, 7° 13′ 18″ O 39° 23′ 59″ N, 7° 13′ 16″ O |       |
| Dolmen Piedra Pincha                  | Dolmen                | Valencia del Mombuey     | | 38° 11′ 16″ N, 7° 03′ 28″ O |       |
| Menhir de la Fuente de Abajo          | Menhir                | Valencia del Ventoso     | | 38° 15′ 57″ N, 6° 28′ 39″ O |       |
| Menhir de la Pepina                   | Menhir                | Valencia del Ventoso     | | 38° 15′ 23″ N, 6° 31′ 25″ O |       |
| Menhir del Lagarto                    | Menhir                | Valencia del Ventoso     | | 38° 15′ 35″ N, 6° 30′ 20″ O |       |
| Dolmen de Sierra Gorda                | Dolmen                | Valle de la Serena       | | 38° 44′ 11″ N, 5° 49′ 41″ O |       |
| Dolmen El Campillo                    | Dolmen                | Valverde de Leganés      | | 38° 37′ 26″ N, 6° 54′ 03″ O |       |
| Dolmen El Romo                        | Dolmen                | Valverde de Leganés      | | 38° 37′ 04″ N, 6° 54′ 12″ O |       |
| Dolmens Revellado                     | Dolmens               | Valverde de Leganés      | 2 dolmens | 38° 38′ 25″ N, 6° 53′ 51″ O 38° 39′ 05″ N, 6° 55′ 05″ O |       |
| Menhir El Gamonal                     | Menhir                | Valverde de Leganés      | | 38° 37′ 33″ N, 6° 55′ 03″ O |       |
| Dolmen de la Peña Hincada             | Dolmen                | Villa del Rey            | | 39° 07′ 22″ N, 6° 50′ 04″ O |       |
| Dolmen El Costuron                    | Dolmen                | Villa del Rey            | | 39° 06′ 24″ N, 6° 52′ 39″ O |       |
| Dolmen El Espartal                    | Dolmen                | Villa del Rey            | | 39° 06′ 28″ N, 6° 51′ 54″ O |       |
| Dolmen Pata de Buey                   | Dolmen                | Zarza la Mayor           | | 39° 53′ 57″ N, 6° 50′ 53″ O |       |